# Plicht (religie)

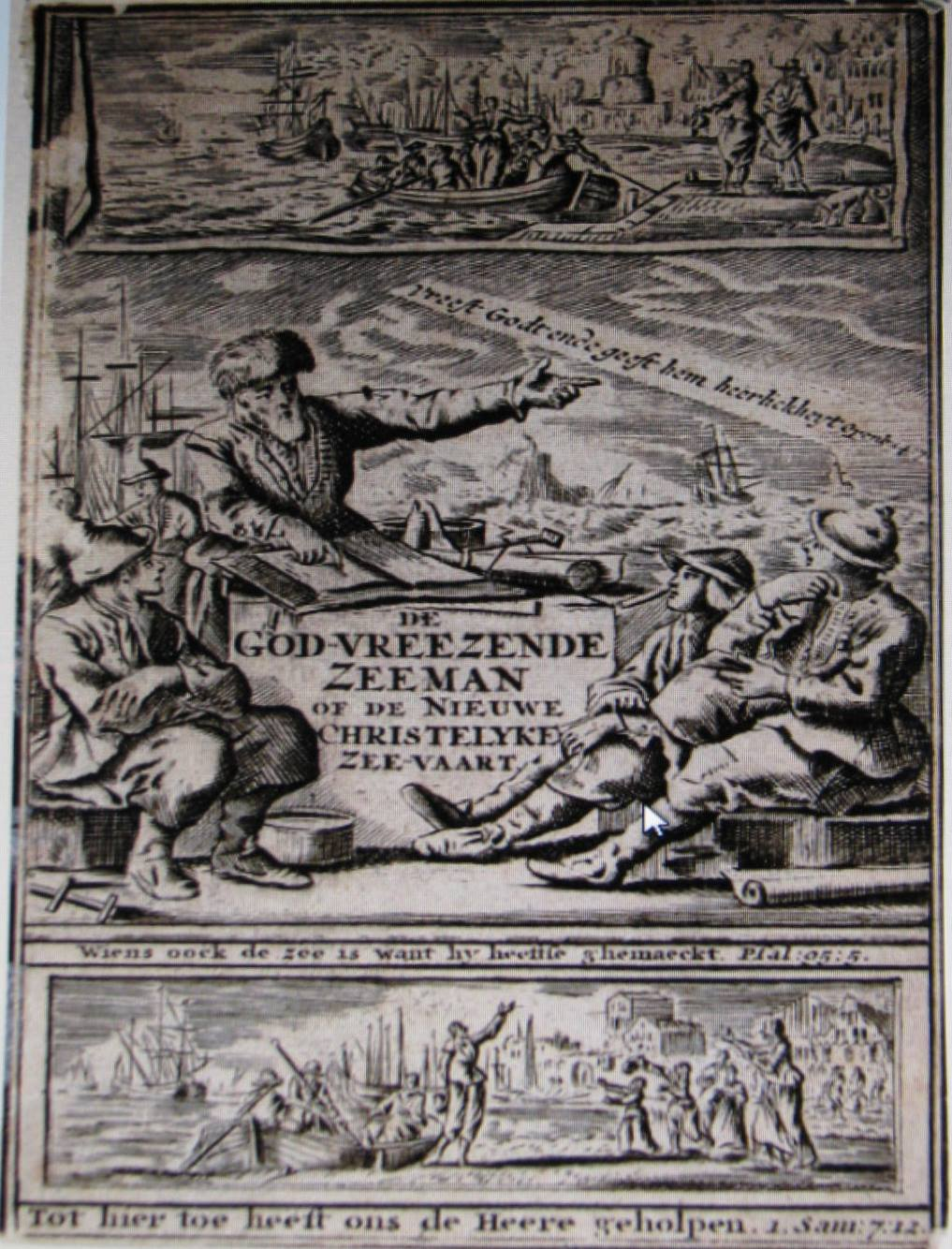
De Godvreezende Zeeman door J.N. van Leeuwaarden (1709)

Het plicht doen was door de eeuwen heen tot circa 1970 een dagelijks religieus samenzijn van de bemanning aan boord van veel Nederlandse vissersschepen.

## Vroegere haringvisserij
Op de voormalige sloepen en haringloggers kende men voor de bemanning een leef- en slaapruimte die in het voorschip was aangebracht. Daar werd ook gekookt. De schipper had met zijn stuurman en de motordrijver een eigen ruimte in het achterschip. Het eten werd echter gezamenlijk gebruikt in de ruimte in het voorschip. Schipper, stuurman en motordrijver voegden zich dan bij de overigen.

## Rechtlijnig
Aangezien vissers van oudsher gelovige, rechtlijnige, lieden waren, beleden zij hun geloof onder meer door te bidden vóór en te danken ná het eten. Omdat in de late namiddag de netten in zee waren gezet en nog geruime tijd in zee bleven 'staan', gaf dit de schipper de mogelijkheid om na het avondeten plicht te doen.

## De Godvreezende Zeeman
Het lezen van de bijbel na het eten zoals dat thuis regel was werd aan boord vervangen door het voorlezen uit een – in visserskringen gangbaar – werk De Godvreezende Zeeman van Nicolaas Simonsz van Leeuwaarden. Het religieuze boekwerk droeg een geschiedenis mee van honderden jaren en had een grote bekendheid onder het gelovige vissersvolk.

## Bijbelkennis
In De Godvreezende Zeeman trof men tekstgedeelten die overeenkwamen met preken zoals die in de protestantse kerken waren te beluisteren zij het, dat de duur van de teksten uit het voornoemde boekje aanzienlijk korter waren. Echter kon het zo kort niet zijn of sommige vissers dommelden in het benauwde, warme voorin weg. Na de lezing werd meestal een psalmlied gezongen waarbij de keus viel op een meer bekend psalmlied zodat allen konden meezingen.

## Catechisatie
Omdat de jeugdige vissers niet in staat waren het reguliere catechisatie-onderwijs aan de wal bij te wonen voelde een schipper zich vaak geroepen, de jongeren een stukje tekst op te geven uit een religieus – zo geheten – catechisatie-boekje zoals dit aan de wal door predikanten voor de jeugd werd gehanteerd. Enkele dagen later moest zo'n jongere tijdens het plicht doen zijn tekst voor de schipper opzeggen.

## Hospitaal-kerkschip De Hoop en de Baai
Wanneer in hun nabijheid op de visgronden, verzorgde het hospitaal-kerkschip voor de bemanningen van rondom liggende schepen een kerkdienst in zijn kerkzaaltje. Dergelijke diensten konden ook door de vissersgezinnen aan de wal via de radio worden beluisterd. Menig passant kon dan ook op zondagen worden verrast door de trage, zware kerkzang van de vissers ter zee welke opklonk uit de visserswoningen in de Noordzeedorpen en de haringsteden.
Waren de schepen aan het begin van de teelt in de directe omgeving van de Shetlandse havenplaats Lerwick dan konden de vissers aan de wal de – speciaal voor hen verzorgde Nederlandstalige – kerkdiensten bijwonen. Predikanten uit Hollandse vissersdorpen en -steden gingen voor in dergelijke diensten. De baai waaraan Lerwick lag was dan geheel gevuld met vissersschepen. Nadat de haringvisserij met de vleet na 1970 geschiedenis was geworden ging het plicht doen dezelfde weg.